# SN 1993J

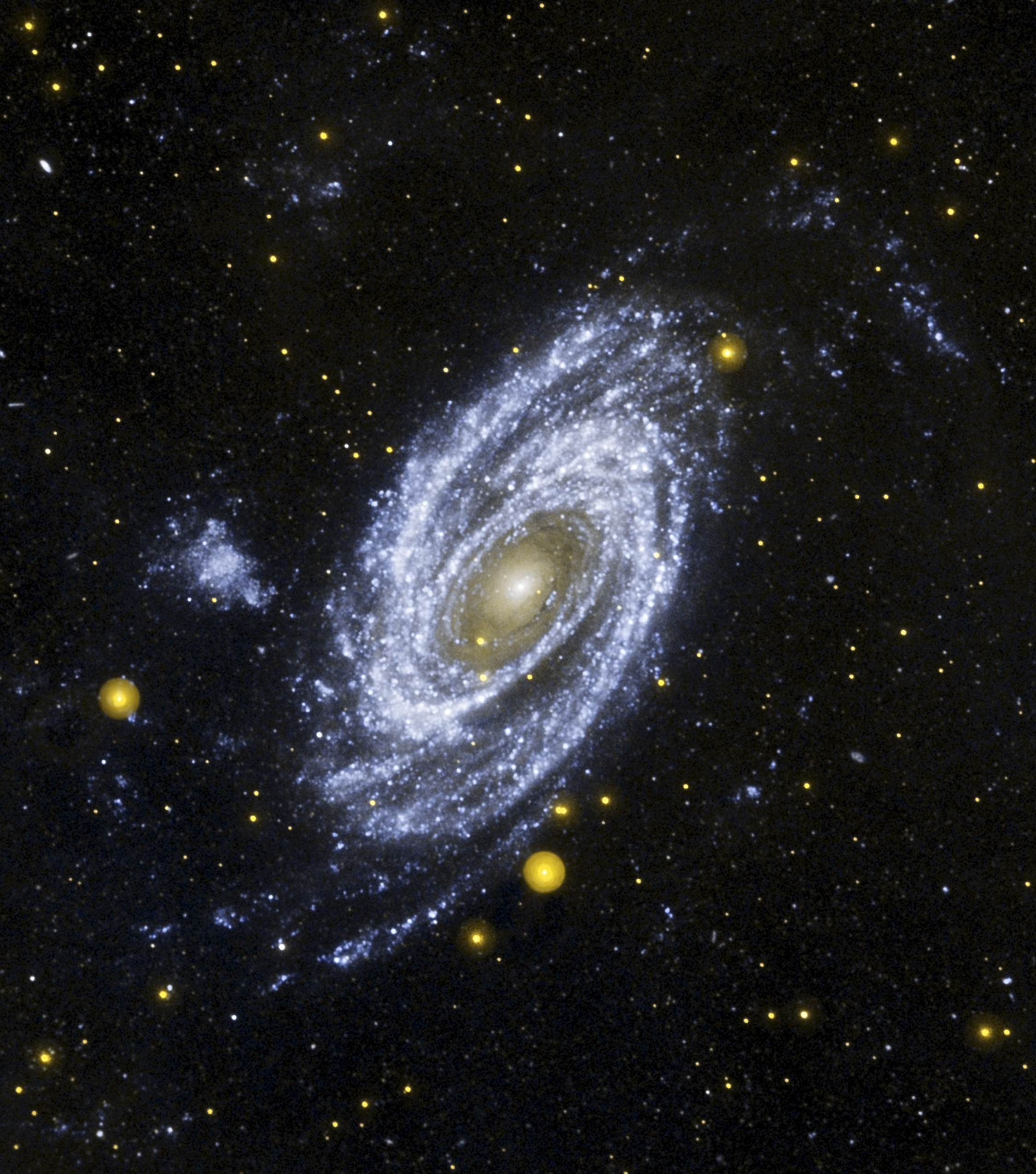
Bild av M81 i ultraviolet ljus, tagen av rymdteleskopet GALEX.

SN 1993J är en supernova som observerades i galaxen M81. Den upptäcktes den 28 mars 1993 av F. Garcia i Spanien. Vid den tiden räknades den som den andra ljusaste typ II-supernovan som observerats under 1900-talet, efter SN 1987A.